# Đẳng hướng
Đẳng hướng là tính chất của vật thể hay hệ thống có cùng cấu trúc hay tính chất ở theo mọi phương hướng. Trái ngược với tính chất này là tính dị hướng.
Ví dụ:
- Một mảnh vật liệu trong suốt có chiết suất không thay đổi đối với mọi hướng chiếu tới của tia sáng được gọi là đẳng hướng về chiết suất.
- Bức xạ phông vi sóng vũ trụ, tương đương bức xạ của vật thể đen ở 2,726 K, là đẳng hướng đến độ chính xác 10−5K.